# Fire Meet Gasoline
Fire Meet Gasoline è un singolo della cantante australiana Sia, il quarto estratto dal sesto album in studio 1000 Forms of Fear e pubblicato il 19 giugno 2015.
Il brano è stato scritto dalla stessa Sia insieme a Greg Kurstin e Samuel Dixon.

## Video musicale
Il videoclip è stato pubblicato il 23 aprile 2015 attraverso il canale Vevo della cantante ed è stato filmato per promuovere la linea di intimo della modella Heidi Klum, protagonista del video insieme all'attore Pedro Pascal.
Diretto da Francesco Carrozzini, il video si apre a notte fonda in una casa in periferia nella quale la modella si intrufola rubando alcuni diamanti e altri oggetti di valore, percorrendo le stanze vestita in una lingerie per setacciare la casa. A questa scena viene contrapposta una carrellata di scene in cui la modella amoreggia con il suo compagno, interpretato da Pedro Pascal, mentre viaggiano in auto o corrono in un prato verde rotolandosi uno sopra l'altro, e infine nella casa in cui era entrata la modella di notte, dove danno pieno sfogo alla loro passione. Qui Heidi vestita con una lingerie di pizzo bacia il fidanzato mentre attraverso la finestra aperta il vento gonfia le tende sopra di loro, e a questa seguono scene in cui i due si rincorrono nella stanza per poi tuffarsi sul letto e scambiarsi effusioni rotolandosi tra le lenzuola.

## Tracce
1. Fire Meet Gasoline – 4:03
2. Big Girls Cry (Bleachers Remix) – 4:05

## Formazione
Musicisti
- Sia – voce
- Greg Kurstin – basso, batteria, chitarra, mellotron, pianoforte, xilofono

Produzione
- Sia – produzione esecutiva
- Greg Kurstin – produzione, ingegneria del suono
- Jesse Shatkin – ingegneria del suono
- Manny Marroquin – missaggio
- Chris Galland, Delbert Bowers – assistenza missaggio
- Emily Lazar – mastering